# Louis Auzoux
Louis Thomas Jérôme Auzoux (Saint-Aubin-d'Écrosville, 7 april 1797 - Parijs, 6 maart 1880) was een Frans arts en anatoom. Hij vervaardigde modellen van het menselijk lichaam uit papier-maché, naast anatomische modellen van dieren, paddenstoelen en planten. Auzoux' papieren modellen braken met de traditie dat dergelijke modellen van was, gips, geblazen glas of hout werden gemaakt.

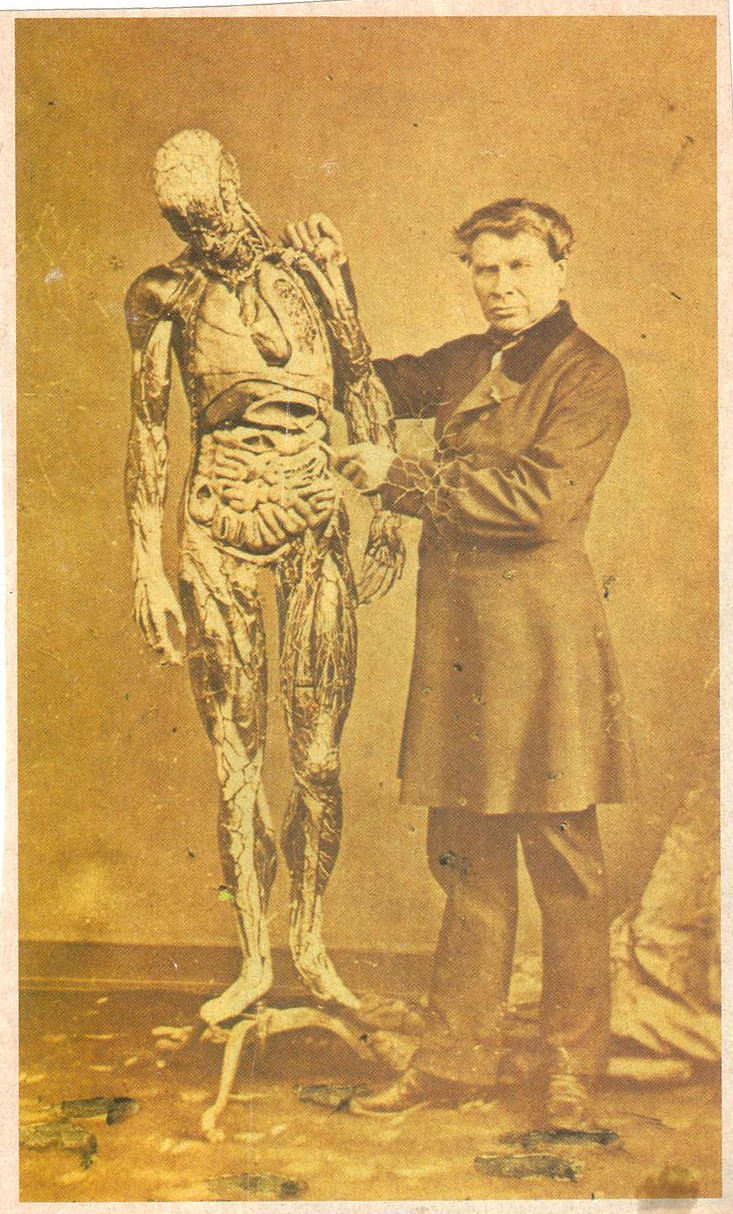
Louis Auzoux naast zijn anatomisch model, c. 1845 (Fotografisch atelier van de gebroeders Bisson, Frankrijk.)

## Voorgeschiedenis
Rond 1810 gebruikte de Fransman Jean-François Ameline als eerste papier-maché om modellen van het menselijk lichaam te maken. Papier-maché had een aantal voordelen. In tegenstelling tot de wassen modellen die tot dan gebruikt werden, werden deze in papier-maché niet zacht bij hoge temperaturen en vervormden ze niet bij aanraking. Ook kunnen de modellen in papier-maché in losse onderdelen worden opgebouwd, en zo bij een demonstratie uit elkaar worden gehaald. Bovendien was papier als grondstof veel goedkoper en gemakkelijk om te verkrijgen, zodat Auzoux een fabriekje kon beginnen om deze modellen in veelvoud op de markt te brengen. De modellen in was hadden weer andere voordelen: ze waren zeer kleurvast en de afbeeldingen waren realistischer, vooral bij de afbeelding van pathologische aandoeningen. De wassen modellen van de Italiaan Clemente Susini en de Fransman André-Pierre Pinson behoren wat dat betreft tot de fraaiste en de bekendste (beide tweede helft 18de eeuw).

## Carrière
Auzoux vervaardigde voor het fabriceren van zijn papieren modellen mallen van lood. Voorbeelden daarvan bevinden zich in het Musée de l'Écorché d'Anatomie (museum van het anatomische model) in Le Neubourg.
Auzoux baseerde zich voor het maken van zijn papieren modellen op de Parijse poppenmakers en op het procedé van Ameline, dat hij drastisch verbeterde. Na het succes van zijn modellen werd hij door Ameline aangeklaagd wegens plagiaat. Een commissie van een medisch genootschap, la Société Médicale d'émulation, kwam in 1823 tot de conclusie dat Ameline weliswaar de eerste was die anatomische modellen van papier-maché maakte, maar dat Auzoux verantwoordelijk was voor het perfectioneren van de fabricagetechniek.
In 1828 ging Auzoux fabrieksmatig modellen maken, waarvoor hij vijftig arbeiders in dienst nam. De door Auzoux opgerichte fabriek van modellen (L'entreprise Auzoux) bestaat nog steeds en zij vervaardigde in 2008 nog steeds anatomische modellen voor het onderwijs. 
De modellen van Auzoux werden altijd gesigneerd en gedateerd. Modellen van voor het overlijden van Auzoux in 1880 werden gesigneerd met "Auzoux doct. fecit anno 'dato'", de modellen van na 1880 met "Anatomie clastique du Dr. Auzoux 'dato'". Modellen zonder handtekening zijn dan ook geen "echte Auzoux".

## Aanwezigheid in musea

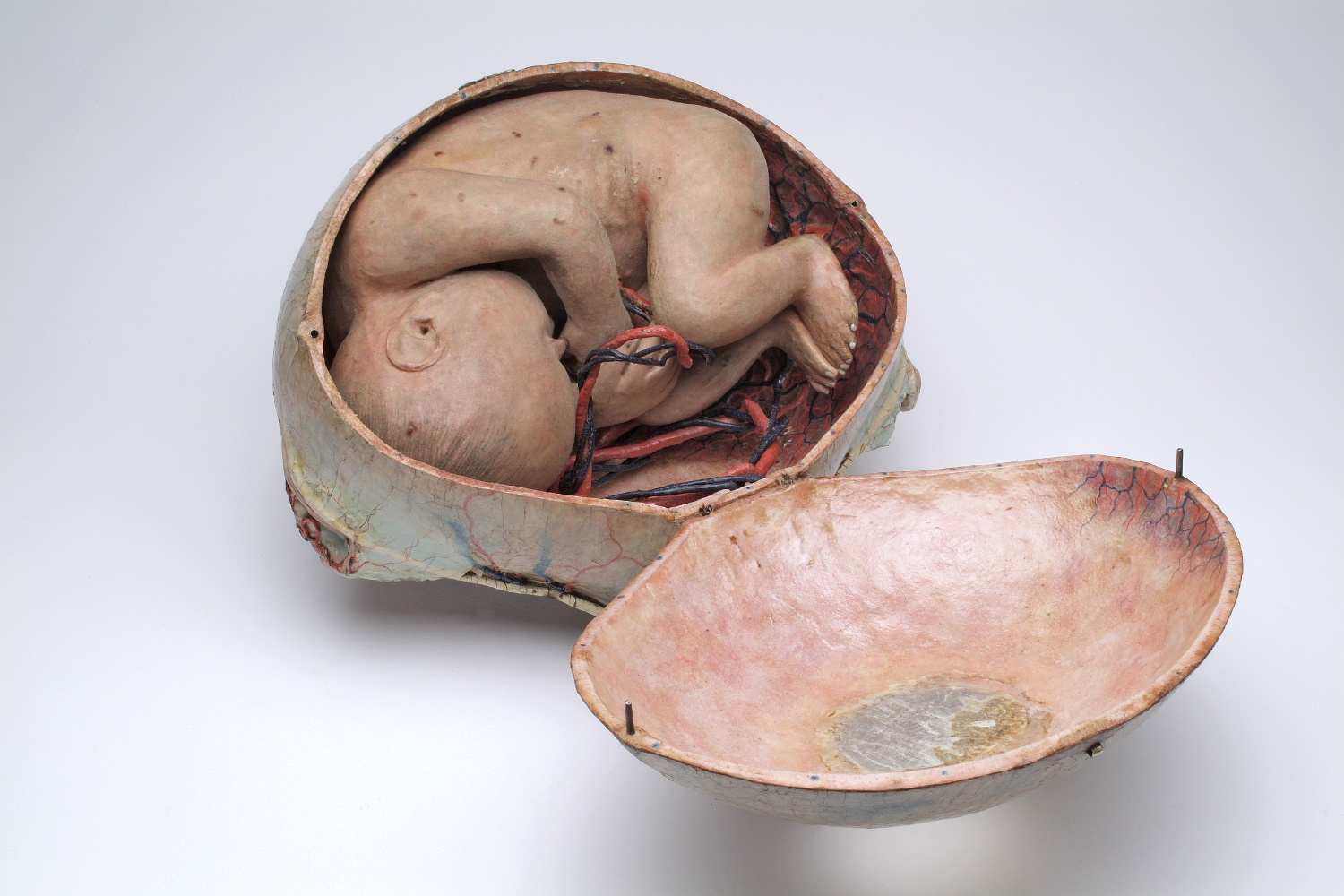
Auzoux' zwangerschapsmodel van papier-maché in Rijksmuseum Boerhaave

Auzoux' modellen bevinden zich over de hele wereld, in privécollecties, maar ook in musea zoals:
- In het Rijksmuseum Boerhaave in Leiden bevinden zich 72 door Auzoux vervaardigde modellen. Zij werden in 2008 gerestaureerd en tentoongesteld.

- het Museum voor Geneeskunde in Anderlecht
- het National Museum of American History in Washington
- het Musée de l'Écorché d'Anatomie in Le Neubourg
- het Museum Victoria in Melbourne
- het Universiteitsmuseum Groningen.

In de collectie van het Universiteitsmuseum Groningen is een van de bekendste modellen van Auzoux opgenomen, de zogenaamde "spierman". Dit herbruikbare model is jarenlang gebruikt door studenten geneeskunde van de Rijksuniversiteit Groningen en is in 2019 tentoongesteld geweest in de tentoonstelling Ruimteschip Aarde van het Universiteitsmuseum Groningen.

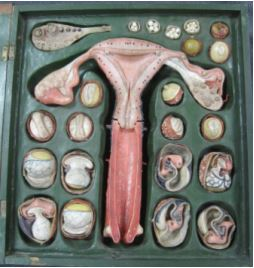
Voorstelling van het vrouwelijk voortplantingssysteem en de verschillende stadia van de bevruchting van de eicel ; geproduceerd in de werkplaatsen van Louis Auzoux in 1905.(Universiteit van Zaragoza, UZ000649)

## Onjuiste voorstelling van embryo's
Naar moderne wetenschappelijke inzichten zijn de modellen van Auzoux niet altijd correct. Zo vervaardigde hij modellen van de vrouwelijke voortplantingsorganen, waarbij hij uitging van de kennis van zijn tijd. De door hem in papier weergegeven ontwikkeling van menselijke embryo's was in werkelijkheid op de ontwikkeling van kikkervisjes en kippen gebaseerd. Dit was een geval van wetenschappelijke fraude.